# تل بانر
تل بانر Baner Hill هو تل يفصل بين ضاحيتي بانر وباشان في مدينة بوني الهندية.
ويعتبر ثالث أعلى نقطة داخل المدينة وارتفاعه 2224 قدم، ويفوقه في العلو تل هيل وتل سورتاروادي. ويقع في سفحه الشمالي معبد. ويعتبر التل مهربا لأهالي المدينة من صخبها وضجيجها، ويعتبر مكانا ممتازا ومفضلا لقضاء أيام العطلات. ويمكان للمرء رؤية ضاحية باشان كلها من جانب وضاحية بانر كلها من الجانب الآخر. يتم العمل بجد لجعل المكان أكثر اخضرارا.